# Zahlenlotto

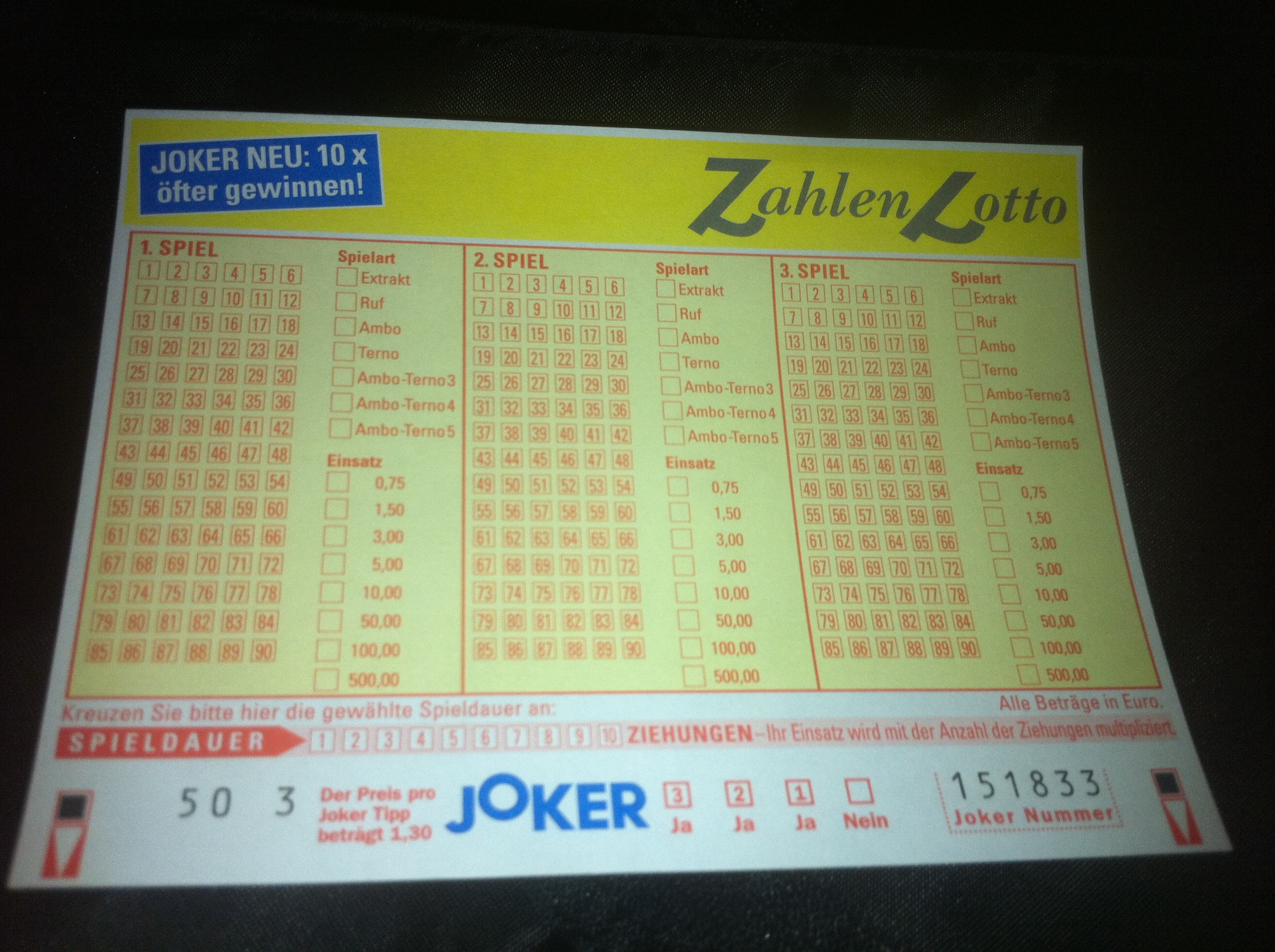
Ein Wettschein von Zahlenlotto der österreichischen Lotterien

Das Zahlenlotto 1–90 ist ein Glücksspiel der österreichischen Lotterien und wurde ursprünglich unter Maria Theresia eingeführt. Es ist somit das älteste konzessionierte Glücksspiel in Österreich. Die erste Ziehung fand am 21. Oktober 1752 auf dem Lobkowitzplatz in Wien statt. Am 1. Jänner 1990 wurde es aus der Österreichischen Glücksspielmonopolverwaltung ausgegliedert und den Österreichischen Lotterien übertragen.

## Verlauf
Bei Zahlenlotto werden zweimal wöchentlich fünf aus 90 Zahlen gezogen. Sieben verschiedene Spielarten mit unterschiedlich großen Gewinnwahrscheinlichkeiten stehen zur Verfügung. Mit nur einer richtigen Zahl kann man bereits – bei den Spielarten Extrakt und Ruf – gewinnen. Die weiteren Spielarten sind Ambo, Terno, Ambo-Terno 3, Ambo-Terno 4 und Ambo-Terno 5. Der Einsatz (seit dem 21. Jänner 2012) kann wahlweise 1 Euro, 2 Euro, 3 Euro, 5 Euro, 10 Euro, 50 Euro, 100 Euro oder 500 Euro betragen. Die Höhe des Einsatzes und somit auch die Höhe des Gewinnes, der ein bestimmtes Vielfaches des Einsatzes ist, bestimmt also der Spielteilnehmer selbst. Zusätzlich hat man die Möglichkeit, ein- bis 10-mal am Joker teilzunehmen.
Die Ziehungen bei Zahlenlotto 1–90 finden seit Oktober 2023 jeweils am Dienstag und Samstag statt, die Ziehungsergebnisse wurden im Fernsehen jahrelang im Anschluss an Bundesland heute auf ORF 2 bekannt gegeben. Seit März 2015 werden sie erst spätabends, oft erst kurz nach Mitternacht, gezeigt.

## Systeme und deren Gewinnchancen
Bei Zahlenlotto 1–90 gibt es 7 verschiedene Gewinnsysteme mit fixen Quoten. Nachfolgend die Beschreibung dieser Systeme sowie die Gewinnchancen für die vier Standard-Spielvarianten Extrakt, Ruf, Ambo und Terno.
| Spielvariante | Gewinnchancen  | Beschreibung |
| ------------- | -------------- | --- |
| Extrakt       | 1:18           | Entscheidet sich der Teilnehmer für das Modell Extrakt, so kreuzt dieser nur eine von fünf möglichen Zahlen an. Ist diese Zahl letztendlich unter den Gewinnzahlen, erhält er das 5fache des Einsatzes. |
| Ruf           | 1 : 90         | Bei dieser Spielvariante wird ebenso nur auf eine Zahl getippt, jedoch mit dem Unterschied, dass diese auch als erste gezogen werden muss. Ist dies der Fall, so erhält der Teilnehmer das 25fache seines Einsatzes als Gewinn. |
| Ambo          | 1 : 400,5      | Hier wird auf 2 Zahlen getippt. Sind beide von den gewählten Zahlen unter den Zahlenlotto Gewinnzahlen, so erhält man den 125-fachen Einsatz. |
| Terno         | 1 : 11.748     | Diese Variante ist ähnlich dem Ambo, hier kreuzt man allerdings 3 Zahlen an. Befinden sich alle drei Zahlen unter den Gewinnzahlen, so erhält man den 3000-fachen Einsatz. |
| Ambo-Terno-3  | 1 : 11.748     | Das Ambo-Terno-3-Spiel ist eine Sicherheitsvariante vom gewöhnlichen Terno-Spiel. Wieder werden 3 Zahlen angekreuzt, hier gewinnt der Spieler aber bereits bei zwei richtigen Zahlen das 10fache und bei allen drei Zahlen das 2500fache vom Einsatz.                                                                                             |
| Ambo-Terno-4  | 1 : 511.038    | Hier werden vier Zahlen am Lottoschein angekreuzt – kommen 2 Zahlen davon, erhält man den 7,5-fachen Einsatz, bei drei Richtigen den 500-fachen und bei vier richtigen Tipps den 2500-fachen Einsatz. |
| Ambo-Terno-5  | 1 : 43.949.268 | Es werden bei diesem Spiel 5 Zahlen gespielt. Sollten zwei richtige Zahlen erraten werden, wird der 5-fache Einsatz ausgezahlt, bei drei Richtigen der 125-fache Einsatz, bei vier Richtigen der 750-fache Einsatz und sollten alle 5 Zahlen mit dem Tipp übereinstimmen, so erhält man den Hauptgewinn, der das 5000fache des Einsatzes beträgt. |

Alle Systeme können wahlweise mit einem Einsatz von 1 Euro, 2 Euro, 3 Euro, 5 Euro, 10 Euro, 50 Euro, 100 Euro oder 500 Euro gespielt werden. Der höchstmögliche Gewinn bei diesem Lotteriespiel beträgt also 2,5 Mio. Euro, der niedrigste Gewinn ist, abgesehen von einer Niete, bei 5 Euro angesetzt.